# Silva arromanzada
Silva arromanzada es la estrofa que, en la métrica española, está compuesta de versos imparisílabos de arte menor y mayor (por lo general de 7 y 11 sílabas, como en la silva), incluidos alejandrinos de 7 + 7 sílabas, pero con rima asonante y solo en los versos pares, como en el romance. 
Se considera creador de esta estrofa a Gustavo Adolfo Bécquer, quien solo la usó combinando la silva clásica de versos de 7 y 11 sílabas con la rima asonante. Su uso se extendió a los otros tipos de versos en el Modernismo y en la Generación del 98 entre los siglos XIX y XX y es, por ejemplo, una estrofa muy característica de Antonio Machado Ruiz.

## Ejemplo
Un ejemplo de silva arromanzada lo encontramos en Las ascuas de un crepúsculo morado, de Antonio Machado:
(11-) Las ascuas de un crepúsculo morado
(11A) detrás del negro cipresal humean...
(11-) En la glorieta en sombra está la fuente
(11A) con su alado y desnudo Amor de piedra,
(11-) que sueña mudo. En la marmórea taza
(7a) reposa el agua muerta.